# Johann Augustin Philipp Gesner
Johann Augustin Philipp Gesner (* 22. Februar 1738 in Rothenburg ob der Tauber; † 28. Februar 1801 ebenda) war ein deutscher Mediziner und Pionier bei der Erforschung der Aphasie. 

## Leben
Johann Augustin Philipp Gesner war der Sohn des Rothenburger Schulrektors und Philologen Andreas Samuel Gesner (1689–1778). Er studierte ab 1756 an der Friedrichs-Universität in Erlangen und der Georg-August-Universität in Göttingen Medizin und wurde 1760 mit seiner Dissertation sciagraphiam de acrivm in corpvs humanvm agendi modo in Erlangen promoviert. 
Anschließend wurde Gesner 1760 Arzt in Rothenburg und 1765 Physikus in Nördlingen. 1772 kehrte er in seine Heimatstadt Rothenburg zurück, wo er 1773 zum fürstlich Oetting-Wallersteinischen und Oetting-Oettingischen Hofrat ernannt wurde.
1788 wurde Gesner Physicus primarius, Senior des medizinischen Kollegiums von Rothenburg und zum Hohenlohe-Waldenburg-Schillingsfürstischen Geheimen Hofrat ernannt. 
Mit dem Kapitel Die Sprachamnesie im zweiten Band seiner 1770 veröffentlichten Schrift Samlung von Beobachtungen aus der Arzneygelahrheit und Naturkunde setzte Gesner einen Meilenstein bei der Erforschung der Aphasie. Gesner gehört mit dem Danziger Stadtarzt Johannes Schmiedt (1623–1690) und dem Ulmer Stadtarzt Peter Rommel (1643–1708) zu den Pionieren bei der Erforschung von Sprachstörungen.
1761 wurde Johann Augustin Philipp Gesner als auswärtiges Mitglied in die Bayerische Akademie der Wissenschaften und am 27. Juli 1766 mit dem akademischen Beinamen Agathinus III. unter der Matrikel-Nr. 682 als Mitglied in die Leopoldina aufgenommen.
Der Pädagoge, klassische Philologe und Bibliothekar Johann Matthias Gesner war sein Onkel.

## Schriften
- Dissertatio inauguralis medica sistens sciagraphiam de acrivm in corpvs humanvm agendi modo. Tezschner, Erlangen 1760  (Digitalisat)
- Samlung von Beobachtungen aus der Arzneygelahrheit und Naturkunde. Erster Band, Beck, Nördlingen 1769  (Digitalisat)
- Samlung von Beobachtungen aus der Arzneygelahrheit und Naturkunde. Zweeter Band, Beck, Nördlingen 1770  (Digitalisat)
- Samlung von Beobachtungen aus der Arzneygelahrheit und Naturkunde. Dritter Band, Beck, Nördlingen 1771  (Digitalisat)
- Samlung von Beobachtungen aus der Arzneygelahrheit und Naturkunde. Vierter Band, Beck, Nördlingen 1773  (Digitalisat)
- Samlung von Beobachtungen aus der Arzneygelahrheit und Naturkunde. Fünfter Band, Beck, Nördlingen 1776  (Digitalisat)
- Die Entdeckungen der neuesten Zeit in der Arzneygelahrheit . Erster Band, Beck, Nördlingen 1778  (Digitalisat)
- Die Entdeckungen der neuesten Zeit in der Arzneygelahrheit . Zweyter Band, Beck, Nördlingen 1782  (Digitalisat)
- Die Entdeckungen der neuesten Zeit in der Arzneygelahrheit . Zweyten Bandes zwote Abtheilung, Beck, Nördlingen 1782  (Digitalisat)
- Die Entdeckungen der neuesten Zeit in der Arzneygelahrheit . Dritten Bandes Erste Abtheilung, Beck, Nördlingen 1786  (Digitalisat)
- Die Entdeckungen der neuesten Zeit in der Arzneygelahrheit . Dritten Bandes Zwote Abtheilung, Beck, Nördlingen 1786  (Digitalisat)
- Die Entdeckungen der neuesten Zeit in der Arzneygelahrheit . Vierten Bandes Erste Abtheilung, Beck, Nördlingen 1788  (Digitalisat)
- Obrigkeitlich-bekannt-gemachter Gemeinnüzlicher Unterricht über die Kinder-Blattern-Krankheit und deren sichersten Behandlung. Rothenburg ob der Tauber, Gedruckt mit Hollischen Schriften 1783 (Digitalisat)
- Bekanntmachung Obrigkeitlich-getroffener Anstalten gegen die Wasser-Scheue oder die Hundswuth. Rothenburg ob der Tauber 1783 (Digitalisat)